# Toni Rocak
Toni Rocak (* 22. April 1999 in Zagreb) ist ein schweizerisch-kroatischer Basketballspieler.

## Werdegang
Rocak kam im Alter von drei Jahren aus Kroatien in die Schweiz, wuchs in Genf, später in Zug auf. Sein Vater war leistungsbezogener Karatekämpfer und wurde beruflich als Betreiber eines Fitnessunternehmens tätig. Toni Rocak war Schüler einer internationalen, englischsprachigen Schule in Baar.
Er spielte in der Jugend von Swiss Central Basketball und wurde während der Saison 2016/17 in der von Trainer Danijel Erić betreuten Herrenmannschaft in sechs Spielen der höchsten Liga der Schweiz eingesetzt. Im Alter von 16 Jahren nahm er in den Vereinigten Staaten mit einer Schweizer Auswahl an Turnieren teil. Ab 2017 lebte er fest in dem Land, verbrachte ein Jahr an der Phillips Exeter Academy in New Hampshire, war anschließend von 2018 bis 2020 Student und Basketballspieler an der Regis University (zweite NCAA-Division) in Denver. In der Saison 2019/20 war er mit einem Wert von 15,3 Punkten je Begegnung zweitbester Korbschütze der Hochschulmannschaft. Zwischen 2020 und 2022 weilte Rocak, der im Hauptfach Wirtschaftspsychologie studierte, an der University of California San Diego. In 44 Einsätzen erzielte er im Schnitt 14,3 Punkte sowie 6 Rebounds. Zur Saison 2022/23 wechselte er innerhalb Kaliforniens und innerhalb der ersten NCAA-Division an die University of San Francisco. Für San Franciscos Hochschulmannschaft kam Rocak in 18 Spielen zum Einsatz (2,3 Punkte je Begegnung).
Sein erster Verein nach seiner Rückkehr aus Nordamerika wurde KK Dubrava in Kroatien. Im Sommer 2024 wechselte er innerhalb des Landes zu KK Cibona Zagreb.

### Nationalmannschaft
Rocak wurde 2021 in die Schweizer Herrennationalmannschaft berufen und in der Vorausscheidung zur Qualifikation für die Weltmeisterschaft 2023 erstmals eingesetzt.